# Велимирович, Милош
Милош Велимирович (10 декабря 1922 — 18 апреля 2008) — американский музыковед сербского происхождения, исследователь византийского церковного пения в его связях со старославянской певческой традицией. Доктор философии (1957). Почётный доктор Афинского университета (2004).

## Биография
Высшее образование получил по специальности «история искусства» в Белградском университете (1947—1951), по специальности «музыкология» — в Белградской музыкальной академии (1948—1952). Продолжил обучение в качестве аспиранта в Гарвардском университете (1952—1955), где работал под руководством византолога Е. Веллеша, а также О. Гомбоши и В. Пистона. В 1955—1957 годах — стипендиат Центра византийских исследований Думбартон-Окс.
Со времени соискания учёной степени — преподаватель, впоследствии — доцент и профессор Йельского университета (1957—1969). С 1969 по 1973 год был профессором университета штата Висконсин в Мадисоне, затем, до 1993 года — Виргинского университета в г. Шарлотсвилл. В 1958—1973 годах работал главным редактором серии Collegium Musicum (Йельский университет), заместитель редактора серии Studies in Eastern Chant (1966—1979). Директор Центра восточно-европейских исследований (Виргиния, 1988—1991). Редактор и автор статей в RILM (Repertoire Internationale de Literature Musicale) и многих других изданий. Автор более 90 научных трудов.
Принимал участие в многочисленных научных конференциях, в том числе в НМАУ (1998, 2001, 2005). Осуществил сравнительное исследование нотаций древнейших греческих и славянских рукописей из Греции и Афона, дешифровал ряд песнопений, зафиксированных с помощью древнерусской безпометной и средневизантийской нотаций. Разработал фундамент и специальные музыкально-исторические курсы, автор современных методик научно-исследовательской работы музыковеда-медиевиста, который обобщает данные источниковедения, текстологии, музыкальной палеографии, историографии. За достижения в области музыкальной медиевистики награждён медалями («1300 лет Болгарии» и др.).

## Работы
- Структура старословенских музичних ирмолога // Хиландарски зборник. — Београд, 1966. — 1
- A Russian Translation appeared // Музыкальная культура средневековья. — М., 1991. — Вып. 1
- The Past Attainments and Future Tasks in the Study of the Eastern Orthodox Chant // Православна монодія: її богословська, літургічна та естетична сутність. — К., 2001
- Byzantine Elements in Early Slavic Chant: In 2 vol. — Copenhagen, 1960 (Monumenta Musicae Byzantinae: Subsidia. — IV)
- Preparation of an Inventory of Old Slavic Musical MSS // Anfange der slavischen Musik — Bratislava, 1966
- The Influence of the Byzantine Chant on the Music in the Slavic Countries // Proceedings of the 13th International Congress of Byzantine Studies. — London, 1967
- An Unusual Russian «Spiritual Verse» II Studies in Eastern Chant. — 1971. — 2
- The Present State of research in Slavic Chant // Acta Musicologica. — 1972. — XLIV
- The Attainments and Tasks in the Investigation of Contacts of Byzantium and the Slavs in the Eastern Mediterranean // Report of the Twelfth Congress of the International Musico- logical Society. — Kassel, Barenreiter, 1981
- The Slavic Response to Byzantine Musical Influence // Musica Antiqua Europae Orientalis. — Bydgoszcz, 1982. — 6
- Evolution of the Musical Notation in Medieval Russia // Cyrillomethodianum. — Thessaloniki, 1984—1985. — 8-9
- Russian Musicians outside of Russia in the Twentieth Century // Miscellanea Musicologica. — 1987. — 12
- Byzantine Musical Traditions among the Slavs // The Byzantine Tradition after the Fall of Constantinople. — Charlottesville, 1991
- The First Organ Builder in Russia II Literary and Musical Notes. — New York, Bern, 1995
- Evolution of Byzantine Musical Notation in Russia // Studi di musica bi- zantina in onore di Giovanno Marzi a cura di Alberto Doda. — Cremona, 1995.